# Скало

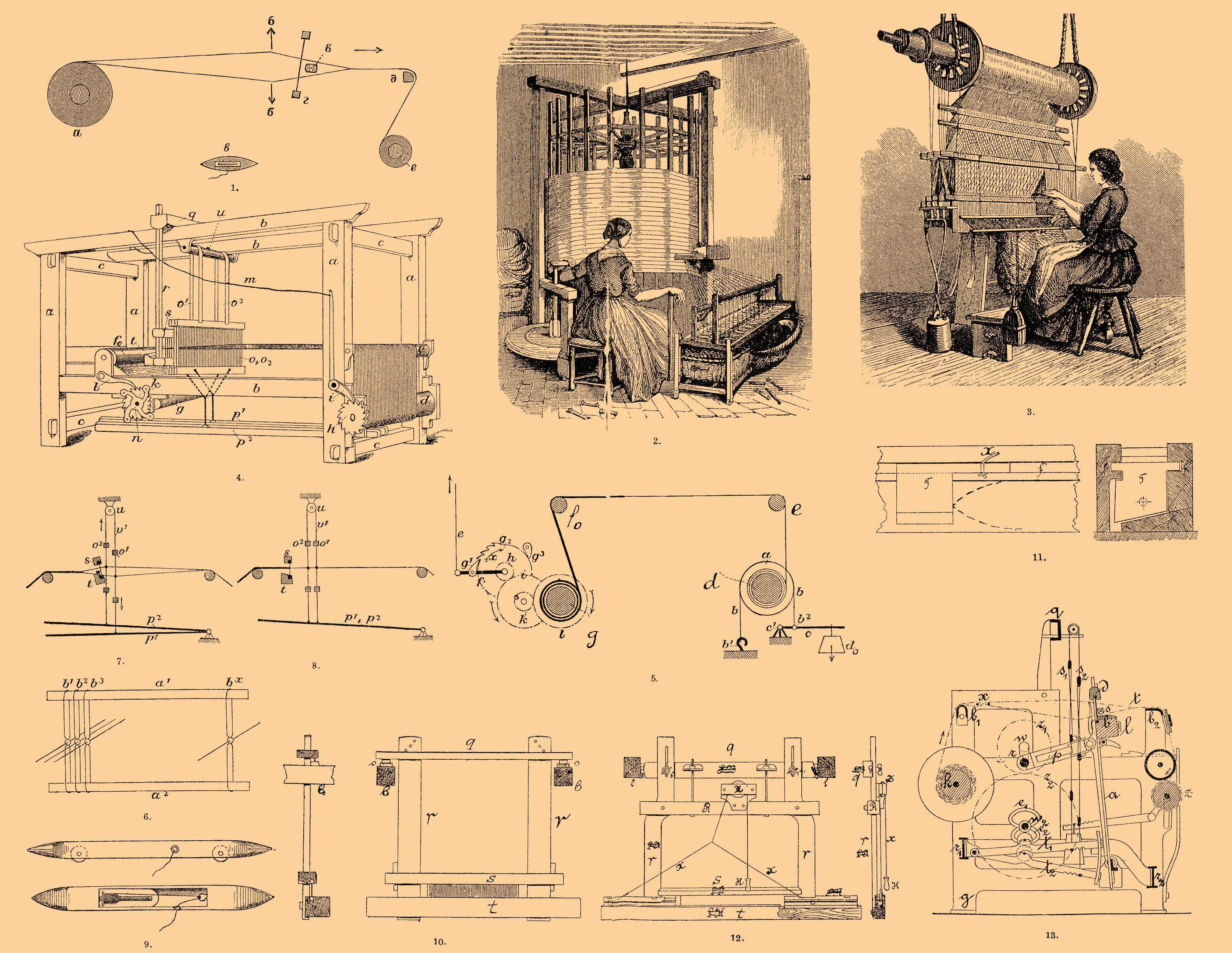
Рисунки из «ЭСБЕ»

Скало — часть ткацкого станка, имеющая вид цилиндрического горизонтального валика, огибаемого основой при ее передвижении с навоя в ремиз. 
Кроме направления основы, скало в связи с подскальником играет важную роль в целях регулировки натяжения основы при попеременных подъемах ремизок. Для этого или само скало или по крайней мере подскальник делается колеблющимся для натяжения основы, когда она слабнет при опускании ремизок, и, обратно, для отпускания ее при подъеме ремизок.